# Orędownik
Orędownik – czasopismo w języku polskim (dziennik) wychodzące w Poznaniu w latach 1871–1939. 
Pismo powstało z inicjatywy Maksymiliana Jackowskiego, jako dziennik dla klasy drobnomieszczańskiej. Redaktorem naczelnym został dr Roman Szymański mający wówczas 30 lat. Pismo traktowało głównie o sprawach politycznych i społecznych, trzymając się ściśle zasad wyznaczanych przez religię katolicką. Broniło też języka polskiego i polskich racji narodowych. Ważnym aspektem działania pisma było dążenie do przełamania pierwszoplanowej roli ziemiaństwa w polskim życiu politycznym zaboru pruskiego, na korzyść współudziału w tej roli mieszczaństwa. Powodowało to liczne starcia i polemiki. W początku XX wieku tytuł został przejęty przez Narodową Demokrację i tak pozostało do wybuchu II wojny światowej. W latach 30. podtytuł dziennika brzmiał: Ilustrowane pismo narodowe i katolickie.